# 天主教馬里博爾總教區
天主教馬里博爾總教區（拉丁語：Archidioecesis Mariborensis）是羅馬天主教在斯洛文尼亞的一個教省總教區。下轄兩個教區。
2011年，有354,820名教友，估轄區總人口84.8%，有143個堂區、196名司鐸、名終身執事、63名修士、58名修女。目前教區總主教之位處於出缺狀態。

1228年5月10日建立拉萬特教區。1962年3月6日易名。2006年4月7日升為總教區。